# Brännvinskriget (bok)
Brännvinskriget är en bok skriven av K-G Olin som utgavs 2012. Boken handlar om spritsmugglingen längs den finlandssvenska kusten under förbudsåren i Finland 1919–1932.
Spritsmugglingen var omfattande men också olaglig och länge tabubelagd, därför finns det inte mycket själupplevt dokumenterat om verksamheten. Mycket av materialet i boken är sammanställt ur gamla dagstidningar, förhörsprotokoll och annat svårtillgängligt arkivmaterial, vilket gör att många historier lämnas ofullständiga.

## Mottagande
Vasabladets recensent Håkan Eklund ansåg att boken fyllde ett dokumentärt tomrum efter Kaj Dahls Smugglare i skärgården från 2003 som uteslutande behandlade samma ämne vid sydkusten. Vidare skrev han att det var chockerande och nästan overkligt att läsa om den brutalitet och laglöshet som det ohejdade supandet på 1920- och 1930-talen ledde till. Eklund ansåg att boken innehöll bakgrundsmaterial till hur många romaner och spelfilmer som helst.